# 拉克賴山
11°28′12″S 76°28′30″W / 11.47000°S 76.47500°W
拉克賴山（Raqray），是秘魯的山峰，位於該國中南部利馬大區，由坎塔省和瓦羅奇里省負責管轄，屬於安地斯山脈的一部分，海拔高度4,800米。